# Cumène
Le cumène, isopropylbenzène ou 2-phénylpropane est un composé organique aromatique, présent dans le pétrole brut et raffiné.

## Propriétés physico-chimiques
Le cumène est un liquide incolore et inflammable. Son odeur, caractéristique, est détectable entre 0,04 mg·m-3 et 6,4 mg·m-3. Il est pratiquement insoluble dans l'eau, mais soluble dans les solvants organiques comme l'éther ou les alcools.

## Production et utilisation
Le cumène est produit à partir du benzène et du propène par alkylation, sous 34 bar à 200 °C et en présence d'un catalyseur acide. Le cumène est séparé des autres produits de la réaction par distillation. La production mondiale était de 6,3 millions de tonnes en 1994, dont 2,8 millions de tonnes aux États-Unis.
La quasi-totalité du cumène produit industriellement est transformé en hydroperoxyde de cumène, un intermédiaire de synthèse utilisé dans la fabrication de produits comme le phénol et l'acétone. Il arrive également qu'il soit utilisé comme solvant. Il est également utilisé comme additif dans les carburants pour le transport aérien.

## Sécurité
Le cumène est une substance toxique, irritante pour les yeux et la peau. Il réagit violemment avec les oxydants et les acides forts avec un risque d'explosion. C'est un polluant marin.
La valeur limite d'exposition est fixée par la législation européenne à 50 ppm (245 mg·m-3) pour une période de 8 heures.
En France, la valeur moyenne d'exposition est de 20 ppm (soit 123 mg·m-3).